# Willemia nadchatrami
Willemia nadchatrami är en urinsektsart som beskrevs av Riozo Yosii 1959. Willemia nadchatrami ingår i släktet Willemia och familjen Hypogastruridae. Inga underarter finns listade i Catalogue of Life.